# Xiaoxiang

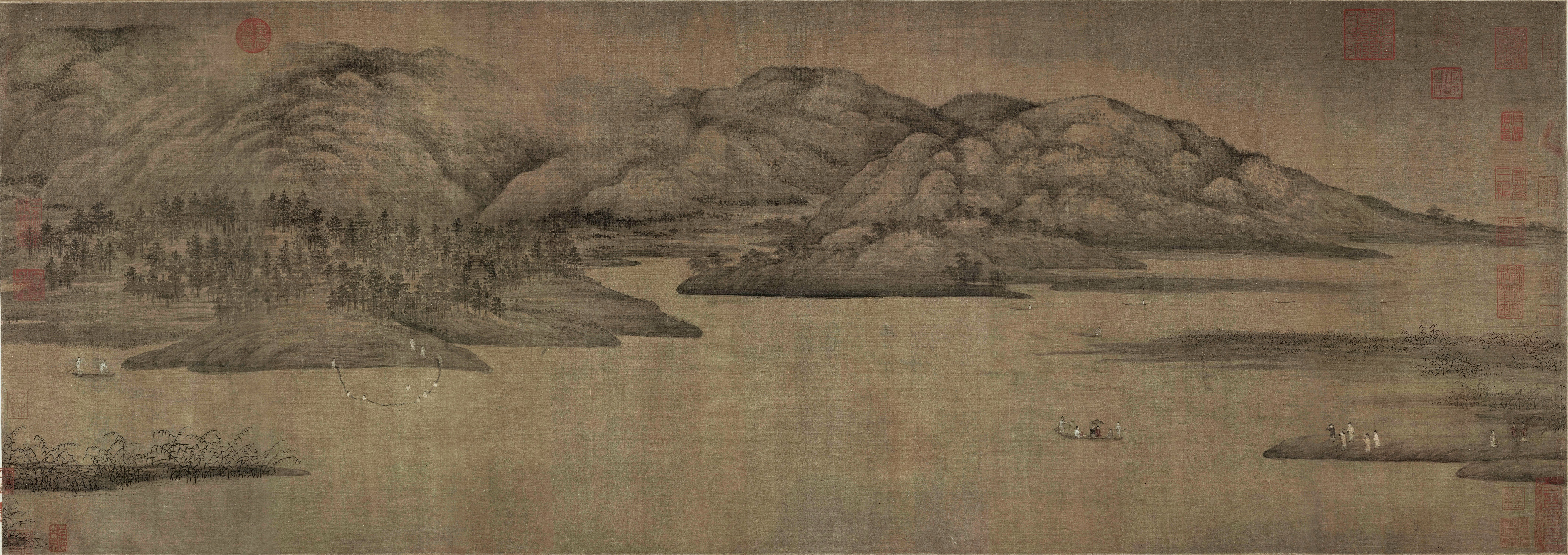
Zusammenfluss von Xiao Shui und Xiang Jiang bei Yongzhou (10. Jhd.)

Xiaoxiang  (chinesisch 瀟湘 / 潇湘, Pinyin Xiāoxiāng) ist eine historische Bezeichnung für die heutige Provinz Hunan der Volksrepublik China, sie leitet sich von den beiden großen Flüssen Xiao Shui und Xiang Jiang ab. Während der Zeit der Streitenden Reiche hatte der Begriff negative Konnotationen – er war ein Synonym für den „Wilden Süden“ – seit der Song-Dynastie steht er jedoch für landschaftliche Schönheit.

## Zeit der Streitenden Reiche
Der Begriff „Xiaoxiang“ taucht erstmals im Kapitel „Klassiker der Berge: Mitte“ (中山经) des Shanhaijing aus der Zeit der Streitenden Reiche (475–221 v. Chr.) auf. Dort steht er nur für den Xiang Jiang. Der Xiao Shui hieß damals „Ying Shui“ (营水), das Schriftzeichen xiao wird hier in seiner ursprünglichen Bedeutung „tief und klar“ verwendet. „Xiaoxiang“ bedeutete damals „der tiefe und klare Fluss Xiang“, wobei der Fluss bereits eine Alternativbezeichnung für die Gegend war.
Diese hatte damals einen sehr schlechten Ruf. Sie galt als Malaria-Gebiet mit einer zu Unhöflichkeit und Gewalt tendierenden Bevölkerung, heißen Tropensommern und kalten Wintern. Bekannt wurde Xiaoxiang durch die Klagen des Dichters Qu Yuan, der aus Ying, der Hauptstadt des Staates Chu im heutigen Hubei verbannt worden war und dort im Exil lebte.

## Song-Dynastie

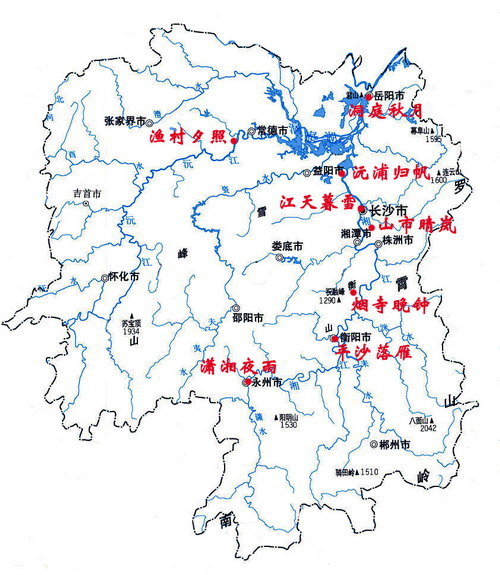
Die acht landschaftlichen Schönheiten von Xiaoxiang

Etwa 420, am Ende der Östlichen Jin-Dynastie, erhielt der Ying Shui seine heutige Bezeichnung „Xiao Shui“. Als Akronym für die beiden Flüsse Xiao Shui und Xiang Jiang wird der Ausdruck „Xiaoxiang“ erstmals von dem Tang-Dichter Du Fu in dem Gedicht „Sichuan verlassen“ (去蜀) von 765 verwendet. Während Du Fu eine Reise durch das heutige Hunan noch als unerwünschten und mühevollen Umweg beschreibt, wird ab der Song-Dynastie die landschaftliche Schönheit der Gegend betont. Der bekannteste Ausdruck dieser Sichtweise sind die „Acht Ansichten von Xiaoxiang“ (chinesisch 瀟湘八景 / 潇湘八景, Pinyin Xiāoxiāng Bājǐng), ein Sujet der chinesischen Landschaftsmalerei, das sich im Laufe der Jahrhunderte in ganz Ostasien ausbreitete. Besonders zu nennen wären hier die „Acht Ansichten des Biwa-Sees“ in Japan. Die originalen Acht Ansichten wurden von Song Di (宋迪, 1015–1080) im Jahr 1063 bei einem beruflichen Aufenthalt in der damaligen Präfektur Tan (潭州), dem heutigen Changsha, geschaffen:
- Nächtlicher Regen am Zusammenfluss von Xiao Shui und Xiang Jiang (chinesisch 瀟湘夜雨 / 潇湘夜雨, Pinyin Xiāoxiāng yèyǔ), der heutige Stadtbezirk Lingling von Yongzhou
- Heimkehr der Wildgänse (chinesisch 平沙落雁 / 平沙落雁, Pinyin Píngshā luòyàn), der heutige Stadtbezirk Yanfeng von Hengyang
- Abendglocken im nebelumwaberten Kloster (chinesisch 煙寺晚鐘 / 烟寺晚钟, Pinyin Yānsì wǎnzhōng), das Qingliang-Kloster (清凉寺) im Kreis Hengshan
- Von feinem Dunst umhüllter Marktflecken im Gebirge (chinesisch 山市晴嵐 / 山市晴岚, Pinyin Shānshì qínglán), Zhao Shan (昭山) bei Xiangtan
- Abendlicher Schneefall am Fluss (chinesisch 江天暮雪 / 江天暮雪, Pinyin Jiāngtiān mùxuě), der heutige Stadtbezirk Yuelu von Changsha
- Fischerdorf in der Abendsonne (chinesisch 漁村夕照 / 渔村夕照, Pinyin Yúcūn xīzhào), der Fluss Wuling (武陵溪) im Kreis Taoyuan
- Herbstmond über dem Dongting-See (chinesisch 洞庭秋月 / 洞庭秋月, Pinyin Dòngtíng qiūyuè), Yueyang
- Rückkehr der Segelboote in den Hafen (chinesisch 遠浦歸帆 / 远浦归帆, Pinyin Yuǎnpǔ guīfān), das heutige Straßenviertel Wenxing (文星街道) von Xiangyin[7]

## Ming-Dynastie
Auch in der Ming-Dynastie war Xiaoxiang ein beliebtes Sujet in Dichtung und Malerei. So beschrieb zum Beispiel He Jingming (何景明, 1483–1521) in dem Gedicht „Wildgänse“ (雁), wie besagte Vögel im 9. Monat nach dem Mondkalender, also im Oktober, in das heutige Hunan kommen, um dort den Winter zu verbringen.
Eine der bekanntesten Interpretationen der Acht Ansichten stammt von Zhang Fu (张复, 1546–1631); heute wird der Zyklus im Tianjin-Museum aufbewahrt:

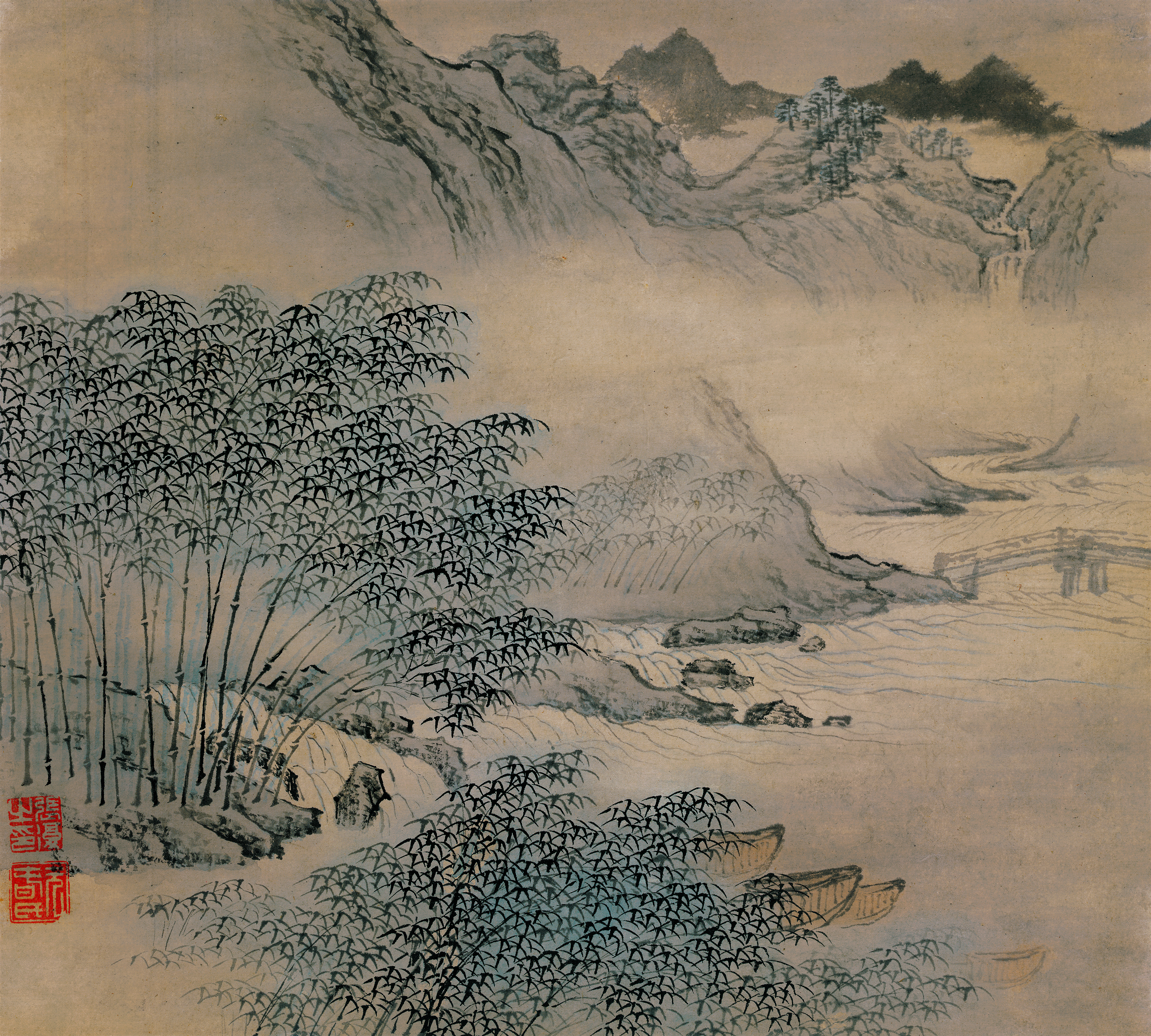
Nächtlicher Regen
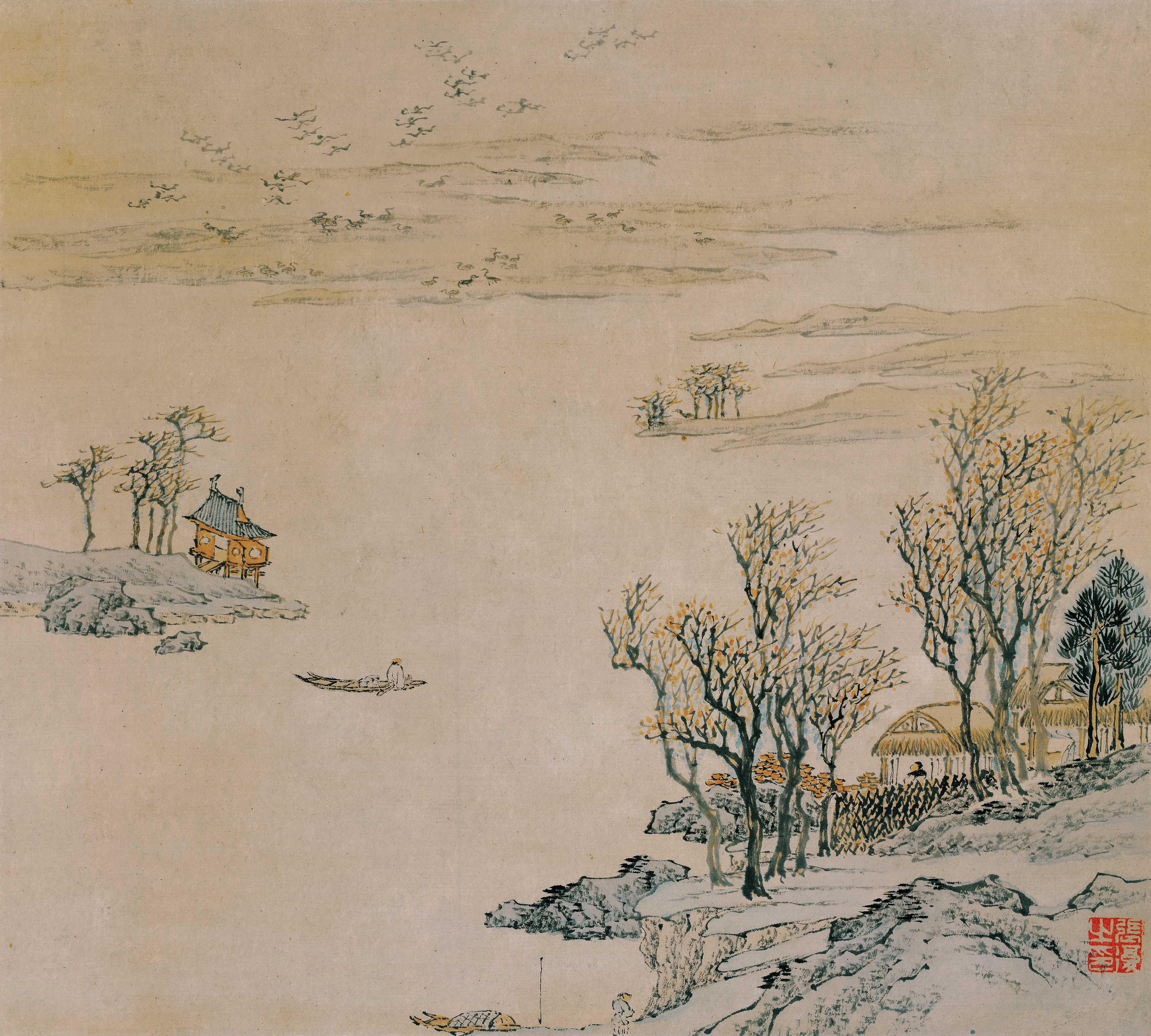
Heimkehr der Wildgänse
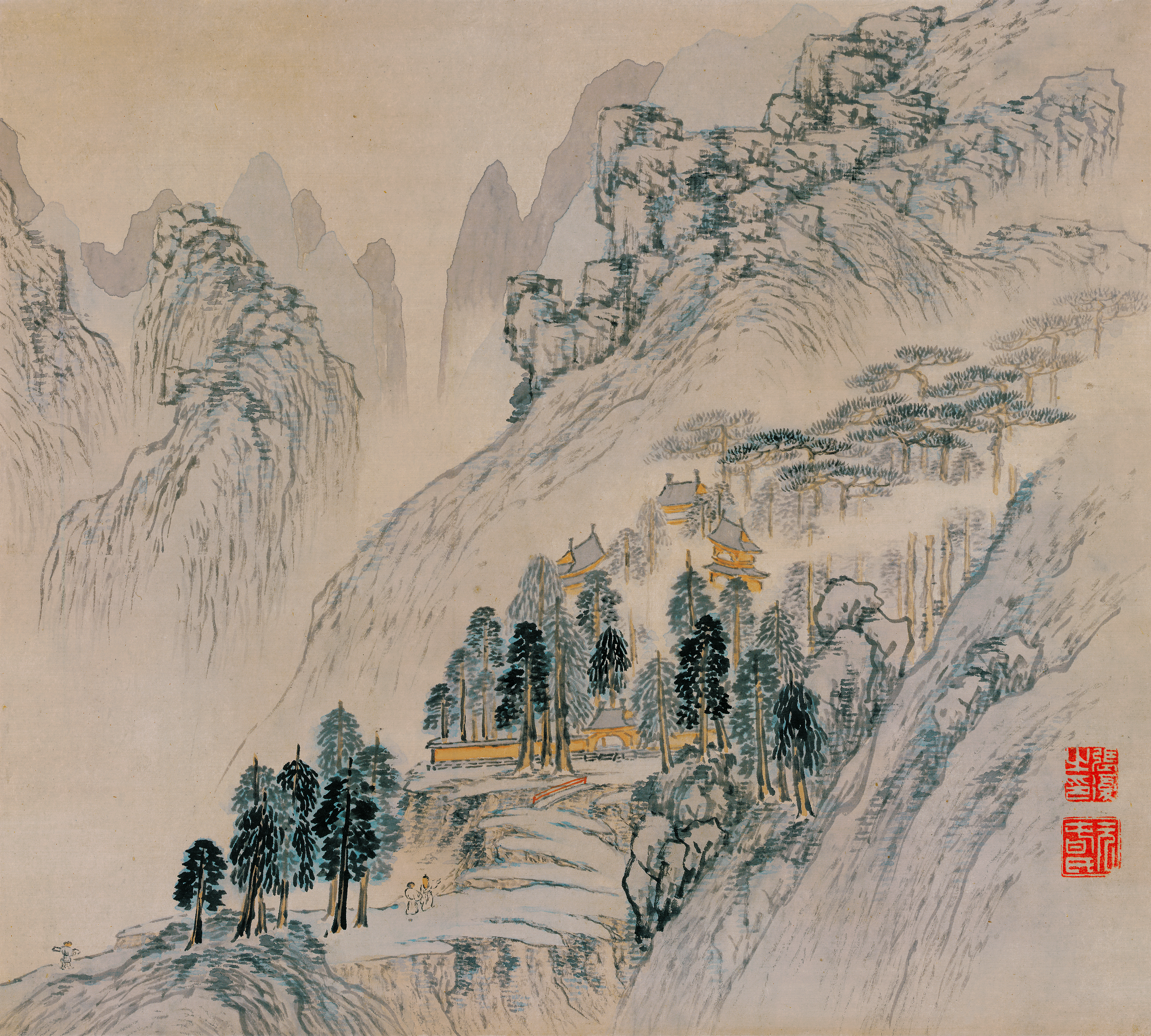
Abendglocken im Kloster
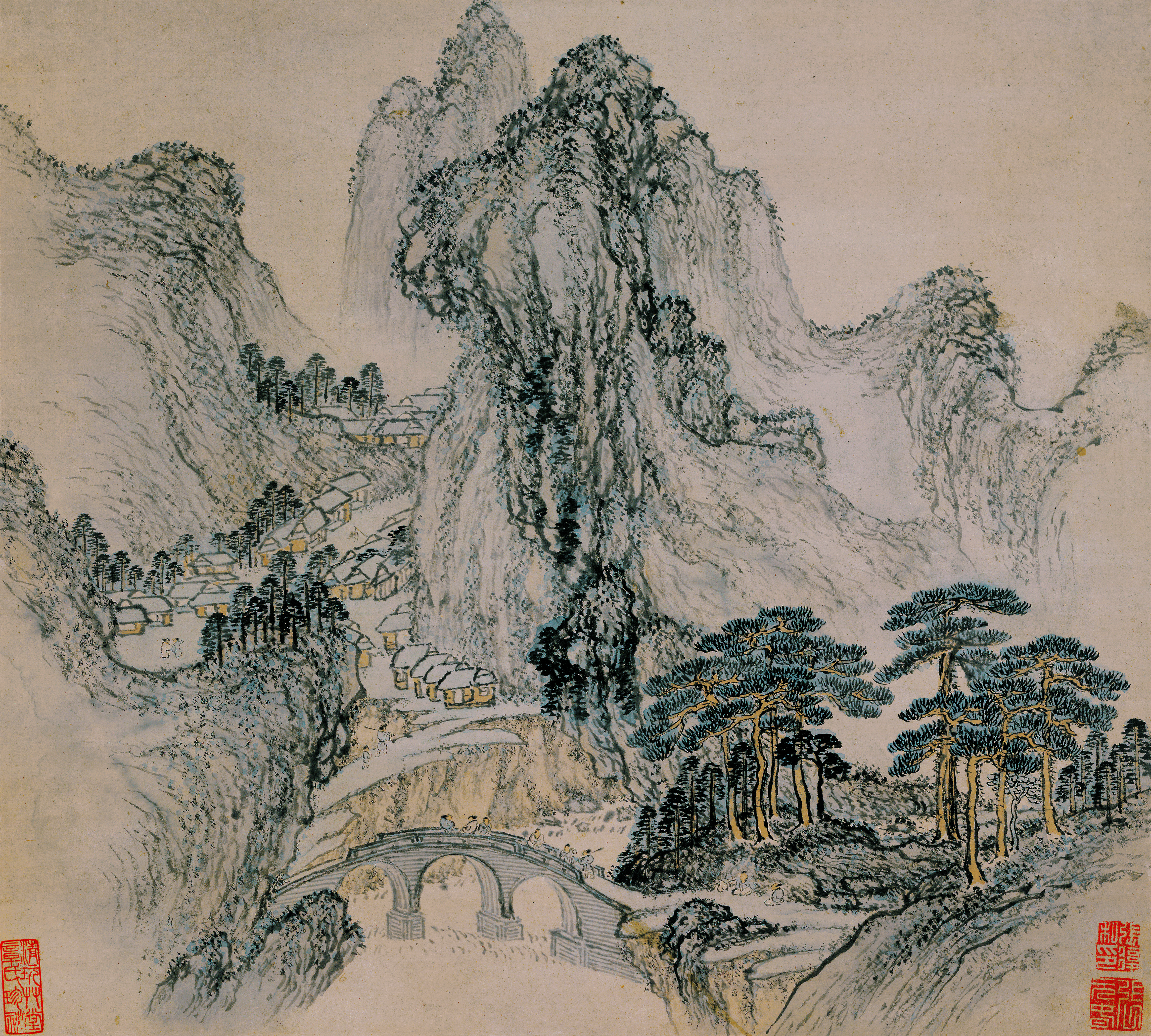
Marktflecken im Gebirge
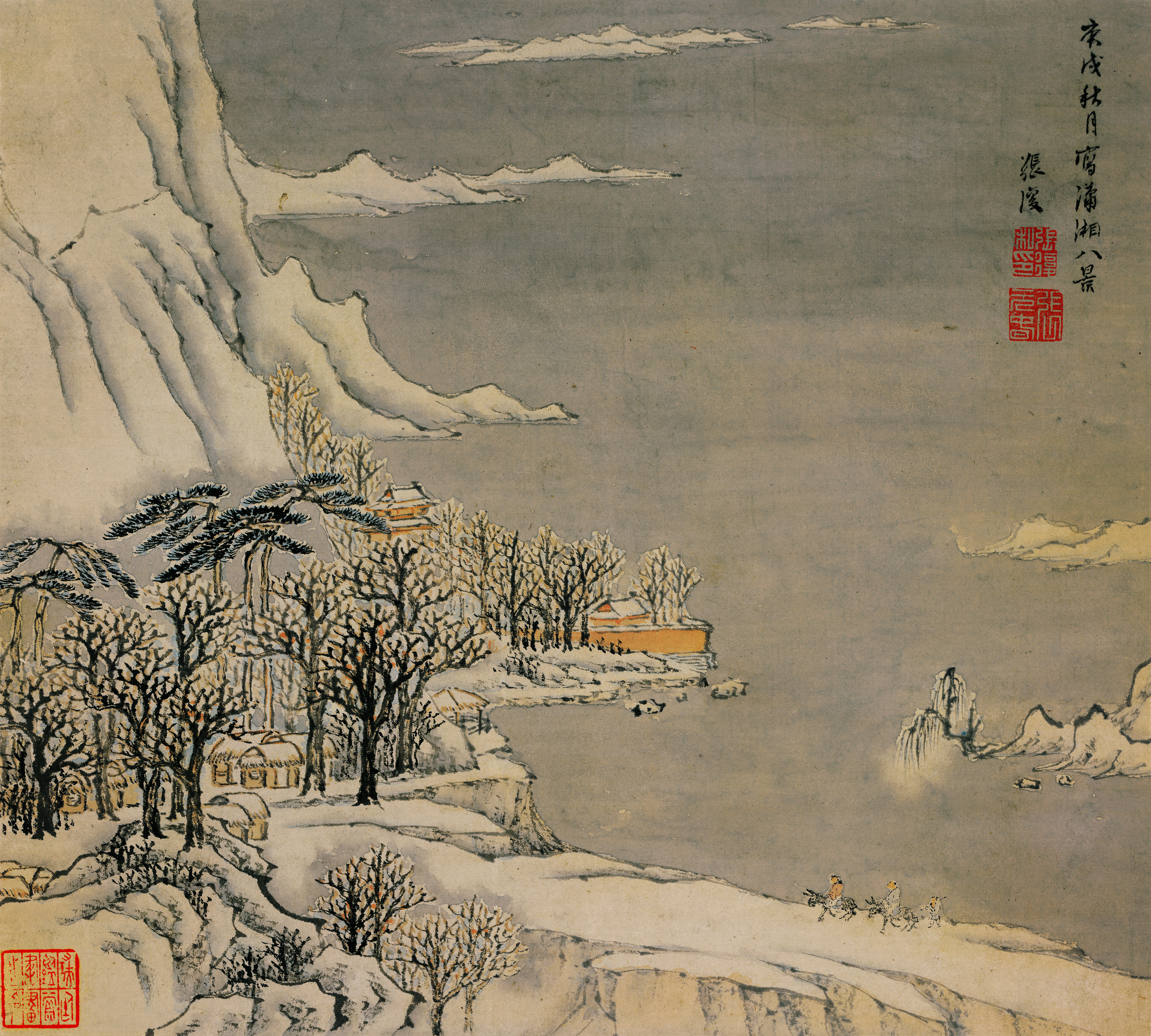
Abendlicher Schneefall
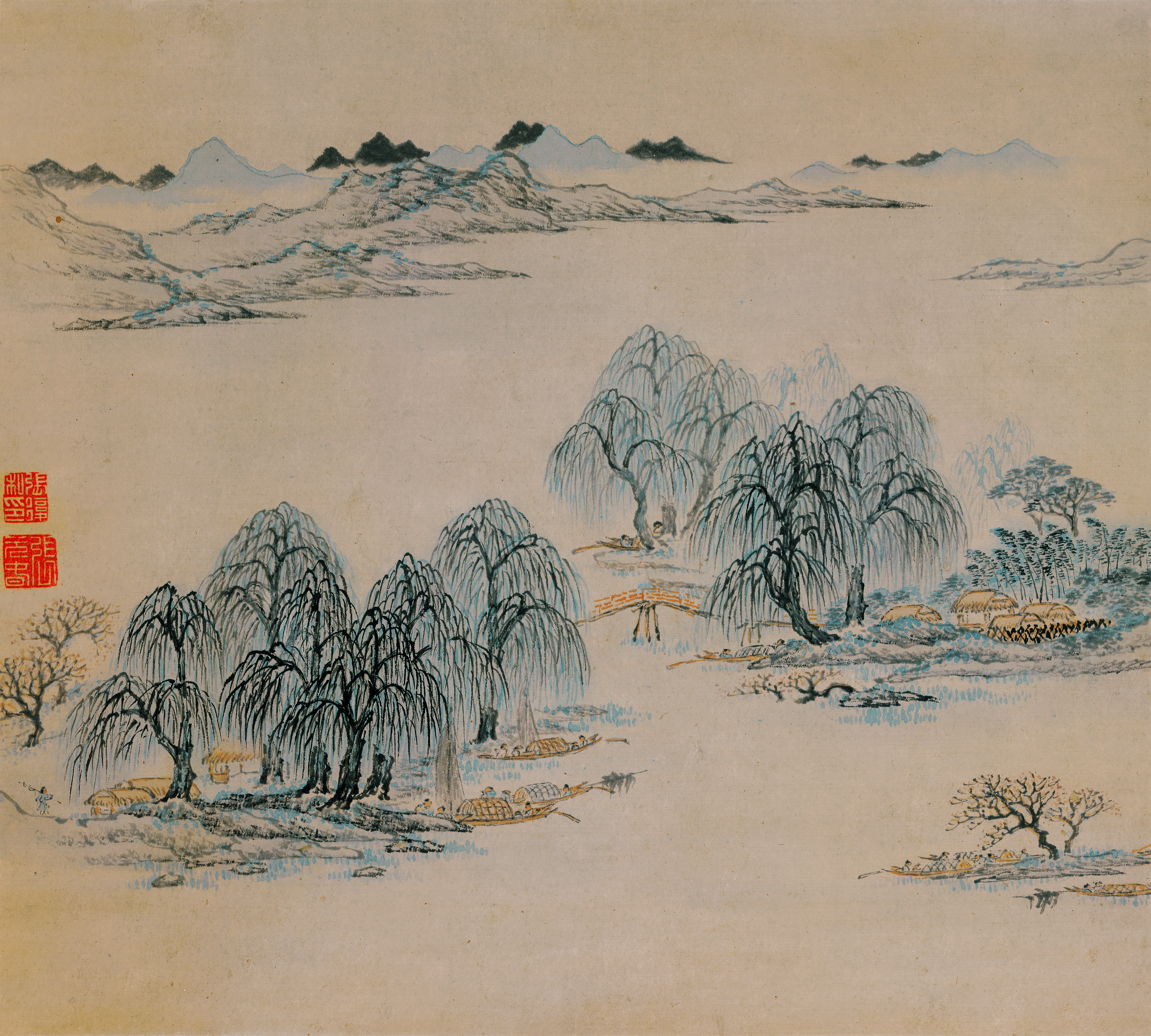
Fischerdorf
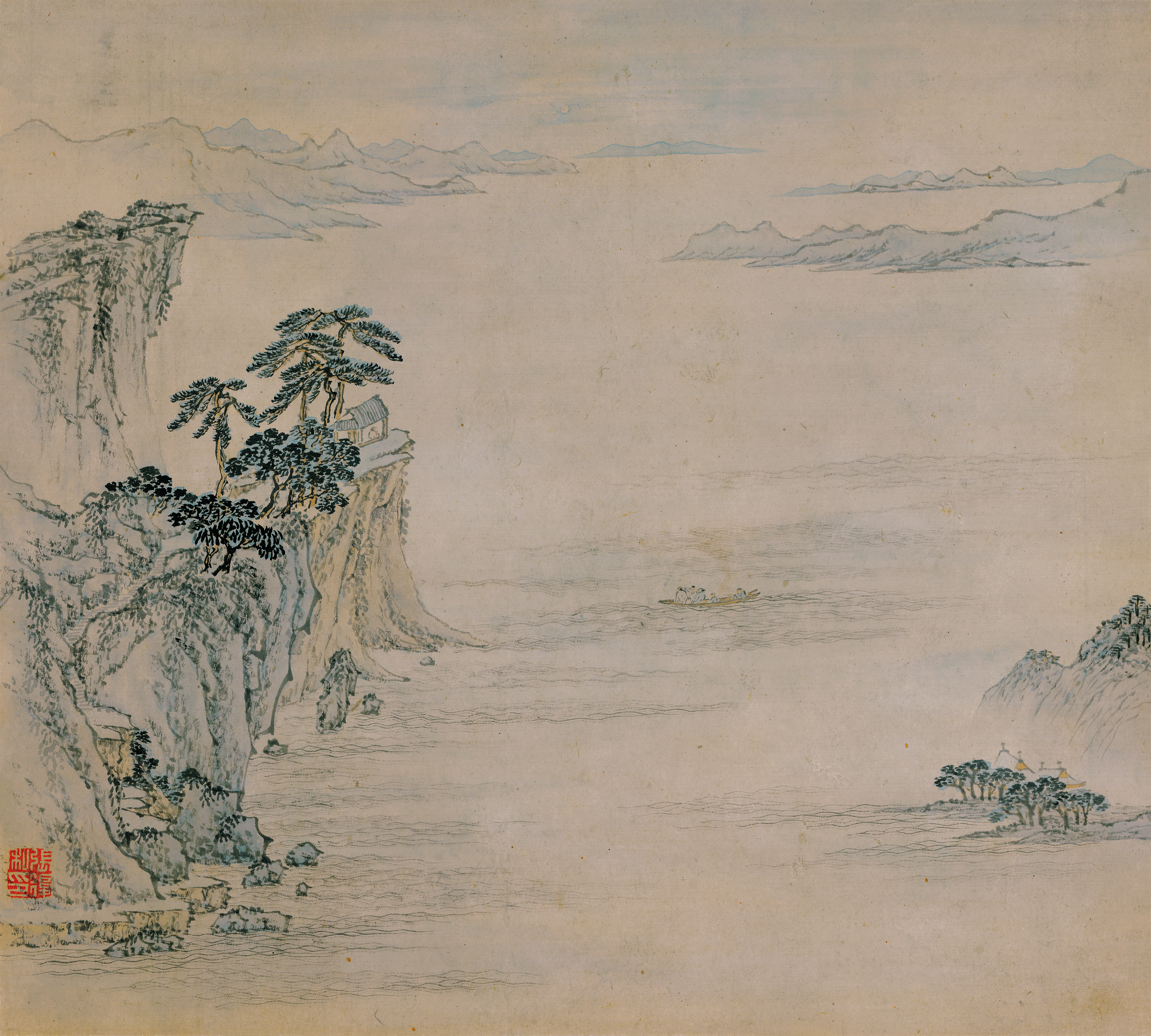
Herbstmond
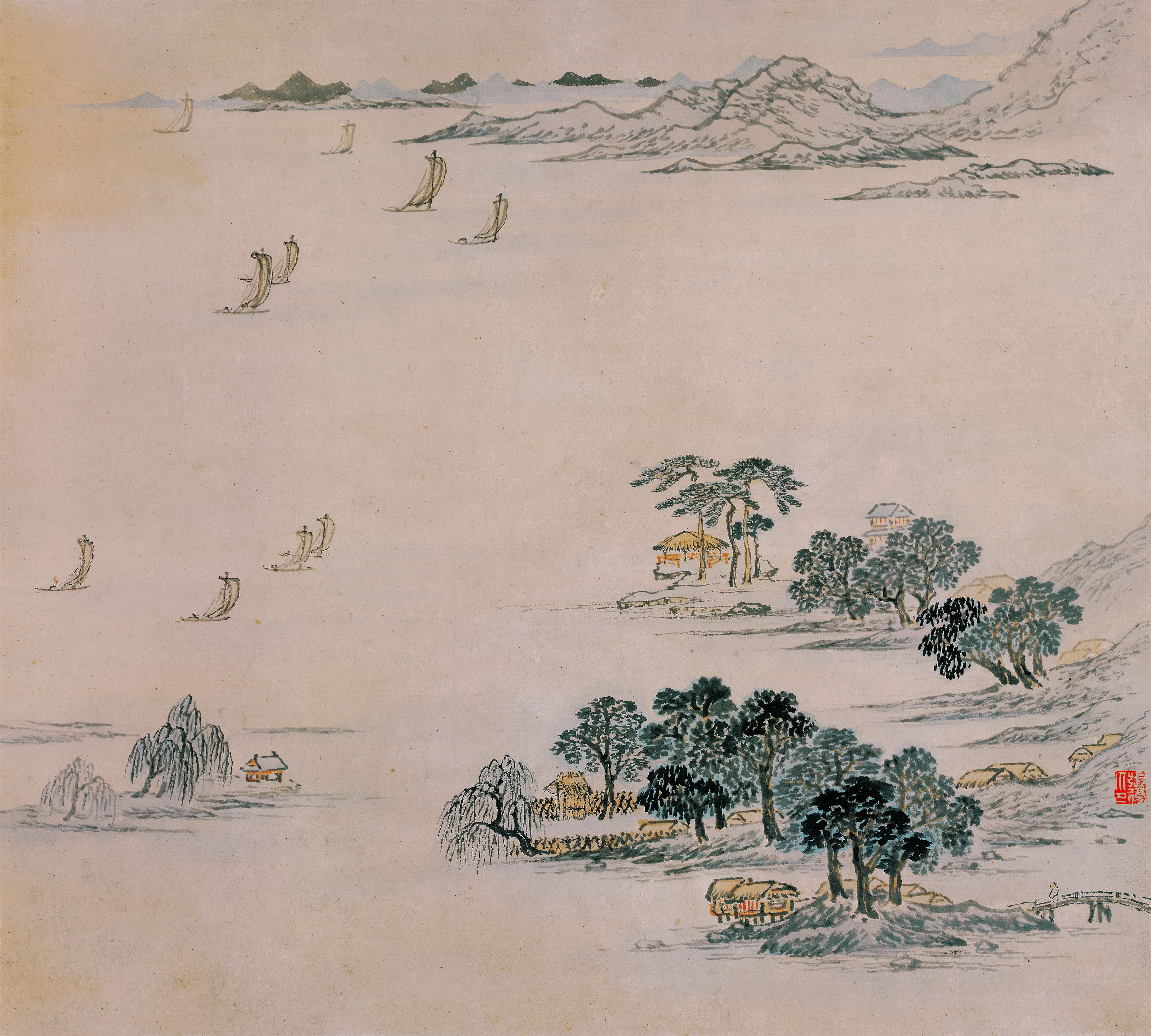
Rückkehr der Segelboote

## Heutige Bedeutung
Seit 2007 wird der Begriff „Xiaoxiang“ vom Hunaner Tourismusverband (湖南省旅游学会) für die Vermarktung der Provinz genutzt.
Von April 2004 bis April 2007 konnten Bürger Vorschläge für die „Neuen Acht Ansichten von Xiaoxiang“ (新潇湘八景) einreichen, von denen schließlich 24 ausgewählt und in den drei Kategorien „Kulturelle Sehenswürdigkeiten“, „Klassische Landschaften“ sowie „Umweltbewusster Urlaub“ zusammengefasst wurden. Dort finden sich zum Beispiel die Geburtshäuser von Mao Zedong in Shaoshan und Liu Shaoqi in Ningxiang, das Hengshan-Gebirge mit dem Nanyue-Kloster und diverse Feriendörfer.
Das in Changsha ansässige Raumfahrtunternehmen Spacety nennt seit 2016 seine Experimentalsatelliten Xiaoxiang 1, Xiaoxiang 1-02 etc.